# Stijn Desmet
Stijn Desmet (Duffel, 10 aprile 1998) è un pattinatore di short track belga.

## Biografia
È fratello maggiore di Hanne Desmet, anche lei pattinattrice di caratura internazionale.
Si è messo in mostra a livello giovanile ai Giochi olimpici giovanili di Lillehammer 2016, vincendo la medaglia d'oro per la Squadra mista nella staffetta 3 000 metri, con la norvegese Ane Farstad, la sudcoreana Kim Ji-yoo ed il francese Quentin Fercoq; è poi giunto 4º nei 500 m e 7º nei 1000 m per la sua nazione.
Agli europei di Debrecen 2020 è arrivato secondo nella superfinale 3 000 metri.
Ha rappresentato il Belgio ai Giochi olimpici invernali di Pechino 2022, dove è stato eliminato ai quarti nei 500 m e in semifinale nei 1500 m, classificandosi rispettivamente 14º e 13º. Nei 1000 m è stato squalificato in batteria.
Ai mondiali di Montréal 2022 ha ottenuto il bronzo nei 500 m, dietro all'ungehrese Shaoang Liu e al francese Quentin Fercoq, e nei 1500 m, alle spalle di Shaoang Liu e del canadese Pascal Dion.
Agli europei di Danzica 2023 ha ottenuto il titolo continentale nei 1000 m, superando l'olandese Jens van 't Wout e il turco Furkan Akar. Ha inoltre vinto l'argento nei 1500 m, dove è stato preceduto sul podio dall'olandese Jens van 't Wout e nella staffetta mista 2000 m, con i compagni Tineke den Dulk, Hanne Desmet, Ward Pétré, Alexandra Danneel e Adriaan Dewagtere.

## Palmarès

### Mondiali
- 4 medaglie:
  - 2 argenti (1000 m a Seul 2023; 1500 m a Pechino 2025);
  - 2 bronzi (500 m e 1500 m a Montréal 2022).

### Europei
- 9 medaglie:
  - 1 oro (1000 m a Danzica 2023);
  - 4 argenti (1500 m e staffetta mista 2000 m a Danzica 2023; staffetta 5000 m a Danzica 2024; 1500 m a Dresda 2025).
  - 4 bronzi (500 m, 1000 m e staffetta mista 2000 m a Danzica 2024; staffetta 5000 m a Dresda 2025).

### Giochi olimpici giovanili
- 1 medaglia:
  - 1 oro (staffetta 3000 m a Lillehammer 2016).